# فونتانل (آیووا)
فونتانل (به انگلیسی: Fontanelle) شهری در ایالت آیووا کشور ایالات متحده آمریکا است که جمعیت آن در سرشماری سال ۲۰۱۰ میلادی، ۶۷۲ نفر بوده‌است.